# Musterfeststellungsklage
Die Musterfeststellungsklage (auch Musterklage genannt) ist eine zivilrechtliche Verbandsklage gegen Unternehmer, die mit dem Gesetz zur Einführung einer zivilprozessualen Musterfeststellungsklage mit Wirkung zum 1. November 2018 in das deutsche Recht eingeführt wurde. Durch das Verbandsklagenrichtlinienumsetzungsgesetz vom 12. Oktober 2023 wurde die Musterfeststellungsklage der Zivilprozessordnung entnommen und weitgehend unverändert in das Verbraucherrechtedurchsetzungsgesetz (VDuG) integriert.
Soweit das Einführungsgesetz durch europäische Rechtsakte motiviert ist, insbesondere die Empfehlung der Kommission vom 11. Juni 2013 Gemeinsame Grundsätze für kollektive Unterlassungs- und Schadensersatzverfahren in den Mitgliedstaaten bei Verletzung von durch Unionsrecht garantierten Rechten (2013/396/EU) und den Bericht der Kommission über die Umsetzung dieser Empfehlung, ist es Teil einer umfassenden Neuausrichtung des europäischen Verbraucherschutzes, des sogenannten „New Deal for Consumers“.

## Abgrenzung
Die Musterfeststellungsklage ist von der Abhilfeklage zu unterscheiden, die ebenfalls im VDuG geregelt ist. Während eine Abhilfeklage auf eine Leistung eines Unternehmers an einen Verbraucher abzielt, wird bei der Musterfeststellungsklage eine Feststellung begehrt.

## Hintergrund und Zielsetzung
Anlass für die Einführung der Musterfeststellungsklage ist eine Vielzahl gleichartig geschädigter Verbraucher durch den Dieselskandal von 2015. Das neue Gesetz soll in diesem Zusammenhang nach Verbraucherschutz-Ministerin Katarina Barley geschädigten Verbrauchern die Möglichkeit bieten, ohne großen (finanziellen) Aufwand ihre Ansprüche gegen die Volkswagen AG durchzusetzen. Hierbei ist die Einführung des Gesetzes zum 1. November 2018 bewusst gewählt, da die Ansprüche der geschädigten Verbraucher gemäß der dreijährigen Regelverjährung (drei Jahre ab Beginn des Folgejahres nach Bekanntwerden) zum 1. Januar 2019 verjähren würden. Am 1. November 2018 hat der Bundesverband der deutschen Verbraucherzentralen mit Unterstützung des ADAC beim OLG Braunschweig eine Musterfeststellungsklage gegen Volkswagen eingereicht.
Sinn und Zweck des Gesetzes liegt unter anderem darin, die Rechte von einzelnen Verbrauchern gegenüber großen Konzernen zu stärken. Es bestehe ein „rationales Desinteresse“, wenn nicht eine Furcht, von geschädigten Verbrauchern, gerade bei geringeren Schadensersatz- bzw. Erstattungsansprüchen, diese durch einen großen Aufwand geltend zu machen. Diesem Ungleichgewicht soll die Musterfeststellungsklage entgegenwirken.

## Verfahren
Die allgemeinen Vorschriften über Musterfeststellungsklagen sind in §§ 1 bis 13 des Verbraucherrechtedurchsetzungsgesetzes enthalten.
Mit der Musterfeststellungsklage können gemäß § 41 Abs. 1 VDuG  klageberechtigte Stellen die Feststellung des Vorliegens oder Nichtvorliegens von tatsächlichen und rechtlichen Voraussetzungen für das Bestehen oder Nichtbestehen von Ansprüchen oder Rechtsverhältnissen (Feststellungsziele) zwischen Verbrauchern und einem Unternehmer begehren. Den Rechtsstreit zu Ende führen, insbesondere Schadensersatz in einer bestimmten Höhe durchsetzen, müssen die einzelnen Verbraucher allerdings selbst, falls es nach der Feststellung nicht zu einem Vergleich kommt. Insofern knüpft die Musterfeststellungsklage an Musterverfahren nach dem Kapitalanleger-Musterverfahrensgesetz an, mit denen seit 2005 bestimmte Aspekte kapitalmarktrechtlicher Streitigkeiten vorab geklärt werden können.
Für die Einreichung einer Klage bei einem zuständigen Oberlandesgericht ist ein Verbraucherquorum erforderlich. Nach § 4 Abs. 1 Nr. 2 VDuG muss die klageberechtigte Stelle nachvollziehbar darlegen, dass von den Feststellungszielen der Musterfeststellungsklage die Ansprüche oder Rechtsverhältnisse von mindestens 50 Verbrauchern abhängen können.
Betroffene Verbraucher melden ihre Ansprüche gemäß § 46 Abs. 1 bis zum Ablauf von drei Wochen nach dem Schluss der mündlichen Verhandlung ohne finanziellen Aufwand namentlich in das Verbandsklageregister ein. Ein solcher Eintrag wirkt sich für den individuellen Verbraucher verjährungshemmend aus (§ 204a Abs. 1 Nr. 3 BGB). Ein Prozesskostenrisiko ist für ihn dadurch nicht gegeben.
Sollte das Gericht zugunsten der klageführenden Verbände entscheiden, muss allerdings in der Regel jeder im Klageregister eingetragene Verbraucher daraufhin seine Schadenersatzansprüche individuell gerichtlich durchsetzen. Für nicht im Klageregister eingetragene Verbraucher bleibt ein Musterfeststellungsurteil außerdem ohne Wirkung. Das Gericht entscheidet mit einem Urteil bei einer Musterfeststellungsklage also lediglich, ob ein Sachverhalt vorliegt, der den Verbraucher zur Zahlung von Schadensersatz durch den Beklagten berechtigt. Im Falle des VW-Abgasskandals begründet sich dies unter anderem mit der Tatsache, dass die betreffenden Fahrzeuge der Verbraucher nach Modell, Typengenehmigung, Alter usw. individuell zu unterscheiden sind.

## Kritik
Trotz eines positiven Feststellungsurteils einer Musterfeststellungsklage muss im Anschluss in der Regel jeder einzelne Geschädigte individuell gerichtlich gegen den Beklagten vorgehen, um seine Schadenersatzansprüche geltend zu machen. Ein negatives Urteil ist dabei trotz eines positiven Musterklagenurteils theoretisch möglich. Kritiker fürchten hierbei eine Überflutung der vermeintlich überlasteten deutschen Gerichte mit Einzelklagen. Alternativen dazu wären vom Gericht angeordnete Vergleiche, anschließende Schiedsgerichtsverfahren oder automatisierte Mahnbescheide.
Auch die Tatsache, dass nur ausgewählte Verbände Musterfeststellungsklagen führen dürfen und sich Geschädigte nicht als selbst klageführende Gruppe zusammenschließen dürfen, stößt auf Kritik. Der deutsche Gesetzgeber will eine Sammelklagen-Industrie wie in den USA, wo klageführende Anwaltskanzleien zudem gewinnbeteiligt sind, verhindern. Für den klageführenden Verband besteht das Prozesskostenrisiko und ggf. auch ein Haftungsrisiko gegenüber den im Klageregister aufgeführten Verbrauchern, falls das Urteil etwa aufgrund von Versäumnissen vonseiten des Verbandes negativ ausfällt.
Bis zum 12. Oktober 2023 war die Musterfeststellungsklage nur Verbrauchern möglich. Nachdem aber kleinere und mittelständische Unternehmen oftmals in gleicher Weise wie Verbraucher (wie etwa im Dieselskandal) betroffen sind, wird kritisiert, dass dieser Personenkreis nicht klagebefugt ist. Seit dem 13. Oktober 2023 gelten nach § 1 Abs. 2 VDuG kleine Unternehmen, also solche, die weniger als 10 Personen beschäftigen und deren Jahresumsatz oder Jahresbilanz 2 Millionen Euro nicht übersteigt, als Verbraucher im Sinne des VDuG.
Der 72. Deutsche Juristentag vom 26. bis 28. September 2018 in Leipzig (DJT) befasste sich im Verfahrensrecht mit dem kollektiven Rechtsschutz. Die Beschlussfassungen sprachen sich überwiegend gegen die in den §§ 606 ff. Zivilprozessordnung (ZPO) geregelte Musterfeststellungsklage aus. Dieses Ergebnis überrascht nicht. Bereits zuvor hatte die 70. Jahrestagung der Präsidentinnen und Präsidenten der Oberlandesgerichte, des Kammergerichts und des Bundesgerichtshofs vom 28. bis 30. Mai 2018 in Stuttgart erhebliche Vorbehalte angemeldet. Auch auf der Anhörung des Ausschusses für Recht und Verbraucherschutz des Deutschen Bundestags am 11. Juni 2018 äußerten fast alle Sachverständigen zum Teil ganz erhebliche Kritik. Weitere Kritikpunkte fasste die Verbraucherzentrale für Kapitalanleger e. V. (VzfK) zusammen. Der Deutsche Juristentag folgte daher der bekannten Kritik aus der Praxis. Er erteilte der Musterfeststellungsklage eine klare Absage und forderte – wie die Bundestagsfraktion von Bündnis 90/Die Grünen – eine Gruppenklage.
So wurde unter anderem argumentiert, ein effektiver kollektiver Rechtsschutz müsse über seine Kodifizierung in der Zivilprozessordnung hinausgehen und die asymmetrischen Prozesslagen und strukturellen Informationsgefälle beseitigen, damit die Verfahren auf gleicher Augenhöhe geführt werden könnten. Damit sei ein wesentlicher Konstruktionsfehler in einem von der Privatautonomie geprägten Zivilrecht zu beseitigen. So gehe zum Beispiel die ZPO davon aus, dass die Parteien auf gleicher Augenhöhe ein Verfahren führen. Dazu gehöre auch ein uneingeschränkter Zugang zu Beweismitteln aus der Sphäre des Verursachers, wenn die Ansprüche sonst nicht prozessual geltend gemacht werden können. Dabei müsse etwa über § 142 ZPO und §§ 142, 147 Aktiengesetz (AktG) hinausgegangen werden. Dazu biete sich die Discovery im US-Recht als Regelungsmodell an. Außerdem sei das Verbandsklagerecht ein Fremdkörper in einem von der Privatautonomie geprägten Zivilrecht. Zudem würden die Vielgestaltigkeit und Anzahl der für eine Musterfeststellungsklage möglichen Prozesslagen die „qualifizierten Einrichtungen“ finanziell und organisatorisch überfordern. Schon kurz nach der Verabschiedung zeigte sich weiterer Regelungsbedarf, wie zum Beispiel bei der Durchsetzung von Ansprüchen wegen Streuschäden.
Am 13. Oktober 2023 wurde zur Umsetzung von EU-Recht zusätzlich die Abhilfeklage eingeführt.

## Beispiele für Musterfeststellungsklagen in Deutschland nach altem Recht

### Abgas-Manipulation durch VW
Mit Einführung der Musterfeststellungsklage am 1. November 2018 reichte der Verbraucherzentrale Bundesverband (VZBV) am selben Tag Klage gegen die Volkswagen AG beim Oberlandesgericht Braunschweig ein. Der ADAC unterstützt die Musterklage als Kooperationspartner. Ziel der Klage war die Feststellung, ob Käufer von Dieselfahrzeugen, bei denen Motoren der Typreihe EA189 verbaut sind, Anspruch auf Schadenersatz haben. Grund für die Klage war der Vorwurf, dass Abgasemissionen außerhalb von Prüfständen durch Verwendung einer unzulässigen Abschalteinrichtung nicht hinreichend gereinigt wurden. Der Klage hatten sich mehr als 400.000 Verbraucherinnen und Verbraucher angeschlossen. Das Verfahren endete mit einem Vergleich zwischen den Parteien und führte dazu, dass Verbrauchern eine Einmalzahlung zwischen 1.350 Euro und 6.257 Euro angeboten wurde. Mehr als 240.000 Verbraucher nahmen dieses Angebot an. Volkswagen musste hierfür eine Gesamtentschädigung von etwa 750 Millionen Euro auszahlen.
Eine weitere Klage gegen Volkswagen hat die Verbraucherzentrale Südtirol vor dem OLG Braunschweig erhoben. Mit dieser Klage soll festgestellt werden, dass auch Käufer, die das Fahrzeug in Italien gekauft haben, wegen der unzulässigen Abschalteinrichtung in Fahrzeugen mit dem Motortyp EA189 einen Anspruch auf Schadensersatz haben.

### Darlehensverträge verschiedener Banken
Vor dem Oberlandesgericht Stuttgart wurde am 25. Januar 2019 deutschlandweit das erste Musterfeststellungsverfahren verhandelt. Der Verein Schutzgemeinschaft für Bankkunden (SfB) klagte gegen die Mercedes-Benz Bank wegen undurchsichtiger Widerrufsinformationen bei Darlehensverträgen für Autofinanzierungen. Das OLG Stuttgart hat am 20. März 2019 die Musterfeststellungsklage als unzulässig abgewiesen, weil die klagende SfB die Voraussetzungen aus § 606 ZPO nicht erfülle. Mit Urteil vom 17. November 2020 hat der Bundesgerichtshof das Urteil des OLG Stuttgart bestätigt.

### Mieterhöhung
Der Mieterverein München reichte im April 2019 die erste Musterfeststellungsklage im Mietrecht ein. Gegenstand war das Mieterhöhungsverlangen eines Vermieters. Nachdem das OLG München noch zugunsten des Vereins entschied, wies der BGH die Klage am 18. März 2021 schließlich ab.

### Prämiensparverträge
Weitere Musterfeststellungsklagen haben der Verbraucherzentrale Bundesverband und die Verbraucherzentrale Sachsen gegen diverse Sparkassen aus Sachsen, Sachsen-Anhalt und Bayern erhoben. Gegenstand dieser Verfahren sind Prämiensparverträge. Die Verbraucherverbände sind der Auffassung, dass die Sparkassen bei den Prämiensparverträgen die Zinsen im Laufe des Vertrages nicht ordnungsgemäß angepasst und infolgedessen zu geringe Beträge gutgeschrieben haben. Bei den Klagen des Verbraucherzentrale Bundesverbandes gegen die Stadtsparkasse München und die Sparkasse Nürnberg soll außerdem festgestellt werden, dass die Sparkassen die Verträge nicht kündigen durften. Das OLG Dresden hat über die ersten Verfahren entschieden und den Verbraucherschützern teilweise Recht gegeben. Die Klageparteien haben jeweils Revision eingelegt, so dass die Verfahren nun beim Bundesgerichtshof liegen.

### Abgas-Manipulation durch Daimler
Am 7. Juli 2021 hat der Verbraucherzentrale Bundesverband eine Musterfeststellungsklage gegen die Daimler AG eingereicht. Erneut geht es um den Vorwurf der Abgasmanipulationen und die Verwendung unzulässiger Abschalteinrichtungen. Die Musterfeststellungsklage umfasst verschiedene Modelle der Mercedes GLC- und GLK-Reihe, die einem amtlichen Rückruf unterliegen.